# Мезофора
Мезофората е вид стилистична фигура, която се състои в повторение на еднакви звуци, думи или изрази:
- в средата на съседни стихове в дадена строфа или в съседни строфи — в мерената реч; или
- в средата на съседни изречения — в немерената реч.

Бидейки вид звуково повторение, мезофората спада към основните средства за изграждане на звукова организация на стиха, на т.нар. фоника. Наред със сходните ѝ фигури анафора и епифора, мезофората служи за подчертаване на значението на отделна дума или мисъл и/или засилване на благозвучието и емоционалната изразителност на речта.

## Пример
Пример за мезофора съдържа стихотворението „Ледена стена“ на Пейо Яворов.
| „ | Ледена стена – под нея съм роден. Стъклена стена – отвред съм обграден. Хладната стена – замръзва моят дих. Вечната стена – с глава я не разбих. | “ |